# Atul Gawande
Atul Gawande (New York, 5 novembre 1965) è un medico, chirurgo e giornalista statunitense.
Pubblicamente, è conosciuto come un esperto nella riduzione degli errori, nel miglioramento della sicurezza e nell'aumento dell'efficienza delle sale operatorie. Ricopre il ruolo di chirurgo generale ed endocrinologo al Brigham and Women Hospital di Boston ed è direttore associato del Centro per la Chirurgia e la salute pubblica. Collabora con la Harvard School of Public Health e occupa il ruolo di professore di chirurgia alla Harvard Medical School. Atul Gawande è, inoltre, uno scrittore e un giornalista: pubblica molti articoli sulla medicina e sulla sanità pubblica statunitense per il The New Yorker e per Slate ed è l'autore dei libri Salvo complicazioni: Appunti di un chirurgo americano su una scienza imperfetta e Checklist: Come fare andare meglio le cose.

## Biografia
Gawande nasce a Brooklyn, New York, da una coppia di indiani marahsitiani emigrati negli Stati Uniti, entrambi medici e si trasferisce ben presto con la famiglia ad Athens, Ohio. Consegue una laurea alla Università di Stanford nel 1987, ed ottiene la Rhodes scholarship (dal nome dal fondatore della Rhodesia, Cecil John Rhodes) una borsa di studio internazionale post laurea per studenti stranieri selezionati per studiare presso l'Università di Oxford, conseguendo un riconoscimento in Filosofia, Politica ed Economia presso il Balliol College nel 1989. In seguito si laurea alla Harvard Medical School e si aggiudica un master in Sanità Pubblica (Master of Public Health) rilasciato dalla Harvard School of Public Health.

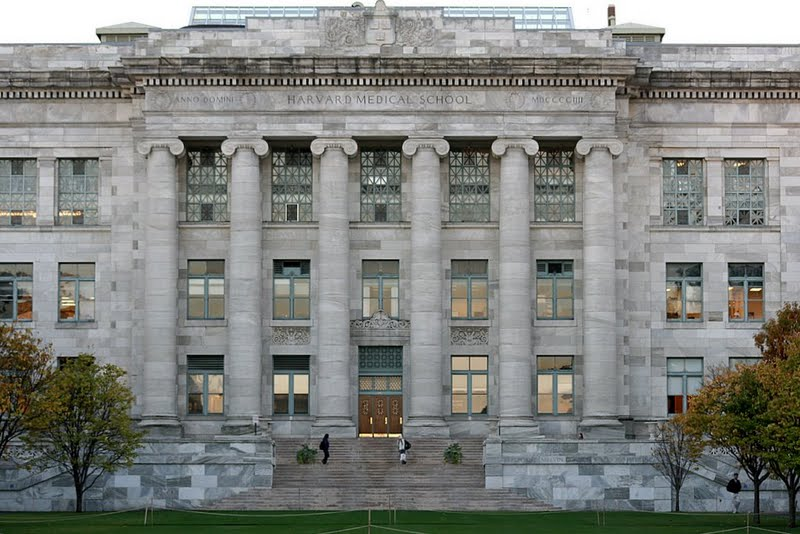
Facciata della Harvard Medical School di Boston

### Carriera politica e scuola di medicina
Da studente, Gawande sostiene Gary Hart, esponente del Partito Democratico e senatore del Colorado. Dopo la laurea, collabora alla campagna presidenziale di Al Gore nel 1988. Lavora come ricercatore sanitario per il deputato Jim Cooper, che è l'autore di una delle più importanti proposte di legge riguardo l'assistenza sanitaria, successivamente approvata dalla  Camera dei rappresentanti. Trascorsi due anni, lascia la scuola medica per diventare il capo dell'assistenza sanitaria di Bill Clinton, durante la campagna elettorale del 1992. Dopo le elezioni, è nominato consulente senior presso il Dipartimento della salute e dei servizi umani degli Stati Uniti d'America. Dirige uno dei tre comitati della Clinton Health Care Task Force, supervisionando 75 persone e definendo i “pacchetti” di benefit, i sussidi e i requisiti per i datori di lavoro. Torna nella scuola di medicina nel 1993 e consegue il suo dottorato di ricerca nel 1994.

### Giornalismo

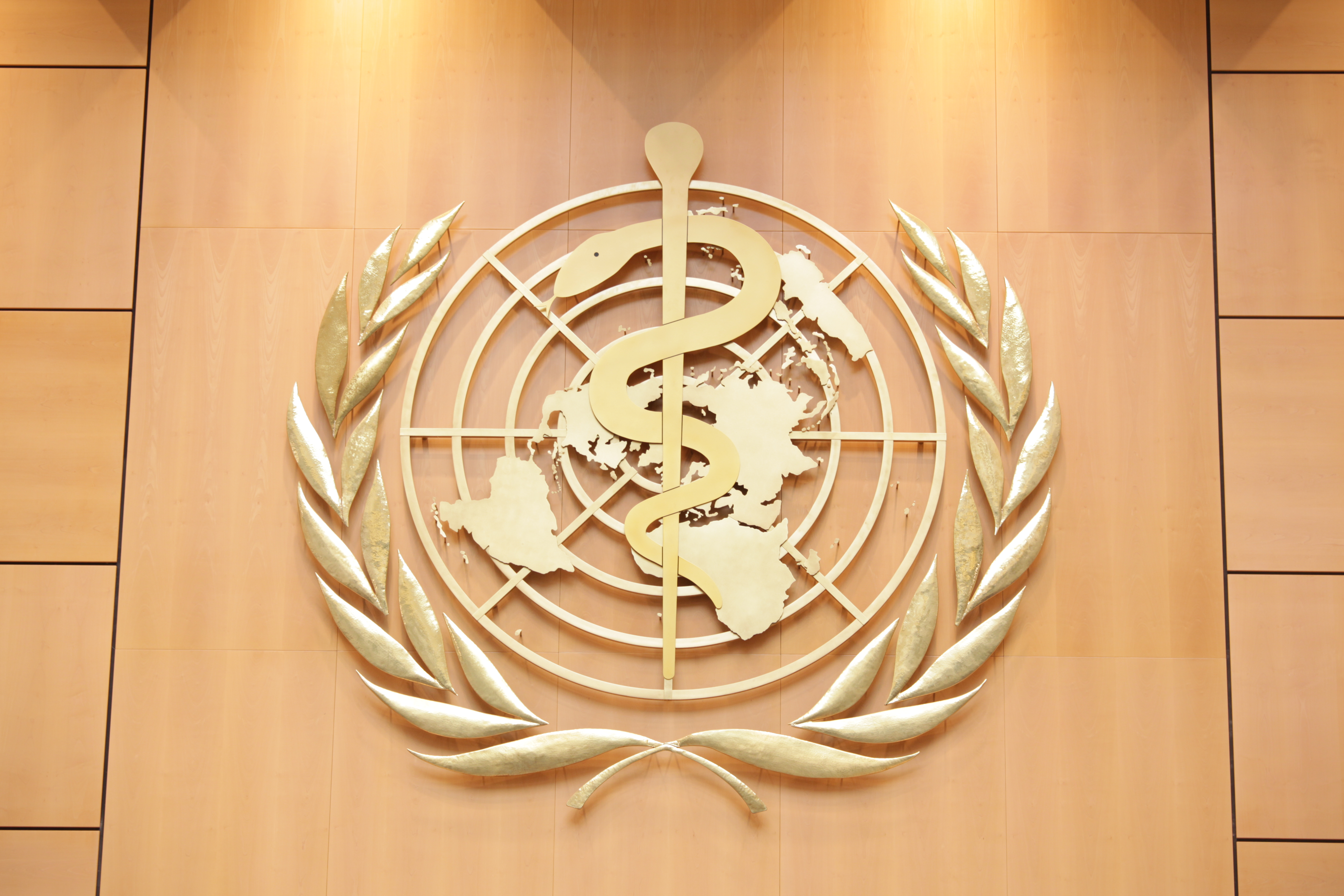
Il logo dell'Organizzazione mondiale della sanità, di cui Gawande fa parte

Acquisita la laurea in medicina e chirurgia, inizia la carriera di medico residente (che corrisponde più o meno a chi in Italia è chiamato specializzando) in chirurgia generale. Proprio in questo periodo il suo amico Jacob Weisberg, direttore di Slate, gli propone di contribuire all'edizione online della rivista: i racconti sulla vita da medico e chirurgo catturano l'attenzione del New Yorker, che pubblica diversi articoli su di lui e lo ingaggia come scrittore nel 1998.
In un famosissimo pezzo del giugno 2009, Gawande confronta l'assistenza sanitaria di due città statunitensi per evidenziare e spiegare come le cure mediche hanno costi differenti a seconda dell'area geografica: prendendo come esempio la città di McAllen, dimostra che l'organizzazione sanitaria, legata alle leggi del business, produce notevoli quantità di assistenza non necessaria, che contribuisce in modo rilevante a far lievitare i costi per i cittadini; la Mayo Clinic, invece, presenta un'organizzazione a basso costo, ma ad altissimo rendimento di qualità. Ezra Klein del The Washington Post definisce lo scritto come "il miglior articolo dell'anno sull'assistenza sanitaria statunitense - perché è così costosa, perché è così povera e cosa si può fare per migliorarla".
e tesi di Gawande sono riprese dal Presidente Barack Obama per ottenere l'approvazione della riforma del sistema sanitario dal Congresso degli Stati Uniti d'America. Il saggio fa scalpore e, secondo Ron Wyden, lo stesso Obama lo espone ad un gruppo di senatori, sostenendo: "Questo è ciò che dobbiamo risolvere”. Dopo la pubblicazione dell'articolo del  New Yorker, Warren Buffett, da lungo tempo socio in affari di Charlie Munger, invia a Gawande un assegno da 20.000 dollari per ringraziarlo di aver esposto con chiarezza i problemi della sanità pubblica e le relative soluzioni da applicare. Gawande decide di donare i soldi al centro per la chirurgia e la sanità pubblica del Brigham and Women's Hospital.
In seguito, pubblica studi su argomenti come le tecniche di chirurgia militari e gli errori più comuni in medicina, inclusi nel The New England Journal of Medicine. I suoi saggi appaiono in raccolte come I Migliori Saggi Americani 2003, I Migliori Saggi Scientifici Americani 2002 e I Migliori Saggi Scientifici Americani 2009. Gawande è inoltre il direttore del dipartimento Global Patient Safety Challenge dell'Organizzazione mondiale della sanità.

### Pubblicazioni
Gawande pubblica il suo primo libro, “Salvo complicazioni: Appunti di un chirurgo americano su una scienza imperfetta”, finalista del National Book Award, tradotto e venduto in oltre cento paesi, nel 2002.
Il suo secondo libro, “Con cura: Diario di un medico deciso a fare meglio”, dell'aprile 2007, tratta delle tre virtù fondamentali per il successo nel campo medico: diligenza, ingegno e consapevolezza dell'importanza del proprio lavoro. Nel testo, Gawande offre esempi di famosi chirurghi che incarnano questi valori e presenta, da prospettive differenti, controverse questioni mediche al centro di numerosi dibattiti: la pratica illecita della professione medica negli Stati Uniti, il ruolo della medicina nella pena capitale e il trattamento riservato ai pazienti nei vari ospedali.
Gawande pubblica il suo terzo libro, Checklist: Come fare andare meglio le cose, nel 2009. Il testo sottolinea l'importanza di discutere, organizzare e pre-pianificare (ad esempio tramite una lista di controllo accurata) le operazioni, non solo nella vita ma, soprattutto, in campo medico. L'uso delle checklist migliora l'efficienza degli ospedali (anche in termini di costi), e permette di salvare molte vite di pazienti che, spesso, decedono per cause banali e facili da prevenire. Checklist entra nella lista dei migliori saggi bestseller del New York Times nel 2010.

### Scritti principali
- Salvo complicazioni: Appunti di un chirurgo americano su una scienza imperfetta, Fusi Orari, 2005
- Con cura: Diario di un medico deciso a fare meglio, Einaudi, 2008
- Checklist: Come fare andare meglio le cose, Einaudi, 2011
- Essere mortale: Come scegliere la propria vita fino in fondo. Einaudi, 2016

## Premi e riconoscimenti
Nel 2006 Gawande viene premiato con un MacArthur Fellow per i suoi articoli sulle moderne pratiche chirurgiche e sull'etica medica. Nel 2007 diviene coordinatore del movimento dell'Organizzazione mondiale della sanità per ridurre i decessi chirurgici, e nel 2009 è eletto membro del Centro Ricerche Hastings.
Nel 2004 il Newsweek lo ritiene uno dei 20 intellettuali asiatici più influenti al mondo. Nel 2010 è inserito (al quinto posto) nella categoria dei migliori pensatori, pubblicata dal Time 100. Sempre nel 2010, è citato come uno dei migliori studiosi contemporanei nella lista della rivista Foreign Affairs.
In ambito medico, è un esperto nella rimozione delle ghiandole endocrine cancerose (affette da neoplasia).

## Vita personale
Gawande vive a Newton, Massachusetts, con la moglie, Kathleen Hobson e i tre figli (Walker, Hattie e Hunter).